# 310 v.Chr.
Het jaar 310 v.Chr. is een jaartal volgens de christelijke jaartelling. 

## Gebeurtenissen

### Italië
- Quintus Fabius Maximus Rullianus en Gaius Marcius Rutilus zijn consul van het Imperium Romanum.
- Marcius Rutilus begint een veldtocht in de Tiber-vallei tegen de Etruskische steden Arretium, Cortona en Perusia.
- Rome behaalt een overwinning op de Etrusken in de slag aan het Vadimomeer.
- Agathocles doorbreekt de blokkade van Syracuse en landt met een leger op de Afrikaanse kust bij Carthago.
- Agathocles verovert na een kort beleg de Carthaagse stad Utica (huidige Tunesië).

### Griekenland
- Koning Cleomenes II van Sparta, uit het huis der Agiaden, overlijdt na een regeringsperiode van 60 jaar.
- Areus I (310 - 265 v.Chr.) bestijgt de troon, als een van de twee Spartaanse koningen van Sparta.
- Antigonus I sticht in Klein-Azië de stad Antigoneia, die later bekend zou staan onder de naam Nicaea.
- Demetrius Poliorcetes wordt tijdens een plundertocht naar Babylon door Seleucus I verslagen.
- Ptolemaeus I valt Cilicië binnen, de Egyptische vloot beheerst de Egeïsche Zee.
- Seleucus I Nicator verlaat Babylon om aan de Tigris de stad Seleukia te stichten.

## Geboren
- Aristarchus van Samos (~310 v.Chr. - ~230 v.Chr.), Grieks astronoom en mathematicus
- Callimachus van Cyrene (~310 v.Chr. - ~240 v.Chr.), Grieks dichter en letterkundige
- Posidippus van Pella (~310 v.Chr. - ~240 v.Chr.), Grieks dichter
- Theocritus (~310 v.Chr. - ~250 v.Chr.), Grieks dichter

## Overleden
- Cleomenes II, koning van Sparta
- Heraclides, Grieks astronoom
- Pytheas, (~380 v.Chr. - ~310 v.Chr.), Grieks ontdekkingsreiziger

(70)